# Manuel da Costa (voetballer, 1986)
Manuel Marouane da Costa Trindade Senoussi (Saint-Max, 6 mei 1986) is een in Frankrijk geboren Marokkaans-Portugese voetballer die bij voorkeur als verdediger speelt. Da Costa debuteerde in 2014 in het Marokkaans voetbalelftal.

## Carrière
Da Costa heeft een Portugese vader en een Marokkaanse moeder. Hij debuteerde in het betaald voetbal in het shirt van AS Nancy-Lorraine. Hij speelde hier tien wedstrijden voor het eerste elftal, waarna hij in juli 2006 een contract tekende bij PSV. Da Costa kreeg hier een basisplaats naast Alex. Op 26 september 2007 speelde hij mee tegen Jong Heerenveen in de KNVB beker, terwijl hij officieel geschorst was. Dat leidde ertoe leidde dat PSV door de KNVB uit het bekertoernooi werd gezet.
Eind januari 2008, vlak voor het verstrijken van de transferdeadline, vertrok hij naar ACF Fiorentina. Dat verruilde hij in augustus 2009 voor West Ham United, dat hem aantrok door middel van een ruil met gesloten beurzen voor Savio Nsereko.
Hij tekende in januari 2020 een contract bij Trabzonspor dat hem overnam van Al-Ittihad Club. Medio 2020 liep zijn contract af en hij leek zich in november 2020 aan te sluiten bij het Marokkaanse Chabab Mohammedia. In januari 2021 ging hij echter naar BB Erzurumspor.

## Clubstatistieken
| Seizoen | Club                | Competitie                | Wedstrijden | Doelpunten |
| ------- | ------------------- | ------------------------- | ----------- | ---------- |
| 2005/06 | AS Nancy            | Ligue 1                   | 10          | 0          |
| 2006/07 | PSV                 | Eredivisie                | 15          | 1          |
| 2007/08 | PSV                 | Eredivisie                | 1           | 0          |
| 2007/08 | ACF Fiorentina      | Serie A                   | 0           | 0          |
| 2008/09 | ACF Fiorentina      | Serie A                   | 1           | 0          |
| 2008/09 | → UC Sampdoria      | Serie A                   | 2           | 0          |
| 2009/10 | West Ham United     | Premier League            | 15          | 2          |
| 2010/11 | West Ham United     | Premier League            | 16          | 1          |
| 2011/12 | Lokomotiv Moskou    | Premjer-Liga              | 15          | 2          |
| 2012/13 | → Nacional          | Primeira Liga             | 16          | 2          |
| 2013/14 | Sivasspor           | Süper Lig                 | 25          | 6          |
| 2014/15 | Sivasspor           | Süper Lig                 | 24          | 2          |
| 2015/16 | Olympiakos Piraeus  | Super League              | 23          | 2          |
| 2016/17 | Olympiakos Piraeus  | Super League              | 17          | 2          |
| 2017/18 | Istanbul Başakşehir | Süper Lig                 | 11          | 0          |
| 2018/19 | Istanbul Başakşehir | Süper Lig                 | 12          | 3          |
| 2018/19 | Al-Ittihad          | Saudi Professional League | 11          | 4          |
| 2019/20 | Al-Ittihad          | Saudi Professional League | 7           | 0          |
| 2019/20 | Trabzonspor         | Süper Lig                 | 11          | 1          |
| Totaal  | Totaal              |                           | 232         | 28         |

## Erelijst
Nancy
- Coupe de la Ligue

2005/06
 PSV
- Kampioen Eredivisie

2006/07
 Olympiakos Piraeus
- Kampioen Super League

2015/16, 2016/17